# Мунк, Анджей
Анджей Мунк (пол. Andrzej Munk; 16 октября 1921, Краков — 20 сентября 1961, под Ловичем) — польский кинорежиссёр и сценарист. Один из наиболее ярких представителей так называемой польской школы кинематографии 1955—1963 годов.

## Биография
Родился 16 октября 1921 года в Кракове в еврейской семье. Родители — Людвик Мунк (1886—1961), уроженец Кракова, строительный подрядчик, и Антонина Фриш (1890—1979), родом из Домбровы (округа Жолква). Его старшая сестра Иоанна Халина (1916—1996) в 1940—1946 годах была замужем за одним из руководителей Польской объединённой рабочей партии Юзефом Циранкевичем и позже за историком Анатолем Лещинским, научным сотрудником Еврейского исторического института. Другая сестра Кристина Магдалена (1913—1999) работала врачом в Эдинбурге.
Во время немецкой оккупации с родителями укрывался на разных квартирах в Варшаве, избежав депортации в гетто. Участник Варшавского восстания, после подавления которого вновь скрывался в Прушкуве. Учился на отделении архитектуры Варшавского политехнического института и юридическом факультете Варшавского Университета. В 1951 году окончил операторское и режиссёрское отделение Государственной высшей киношколы в Лодзи. Член ПОРП (с 1948 года); исключён в 1952 году.
Погиб в автокатастрофе по дороге на съёмки фильма «Пассажирка» в 1961 году, в связи с чем фильм был завершён Витольдом Лесевичем.
Был женат (1945) на сестре историка Адама Прухника Халшке Прухник-Мунк (1919—1968).

## Творческая деятельность
Начинал как документалист (фильмы «Слово железнодорожников», «Звёзды должны пылать»). Снял четыре художественных фильма, главным образом по сценариям Ежи Стефана Ставиньского («Голубой крест», «Человек на рельсах», «Эроика», «Косоглазое счастье»). В 1957—1961 годах преподавал в Киношколе в Лодзи.

## Фильмография

### Режиссёр
- «Голубой крест» (1955)
- «Человек на рельсах» (1956)
- «Эроика» / Eroica (1958)
- «Косоглазое счастье» (в советском прокате «Шесть превращений Яна Пищика», (1959)
- «Пассажирка» (1964; закончен В. Лесевичем)

### Сценарист
- «Голубой крест» (1955)
- «Человек на рельсах» (1956)
- «Пассажирка» (1964; закончен В. Лесевичем)